# NexTView
NexTView is een EPG systeem dat in 1995 geïntroduceerd werd. Hiermee werd er via het analoge tv-signaal een elektronische programmagids aangeboden.
Het signaal was gebaseerd op het teletekst-signaal, echter werd er voor een binair formaat gekozen in plaats van teletekstnummers aangezien dit interactiever was dan teletekst. Men kon hiermee filteren op diverse genres zoals jeugd-programma of horror.
Het systeem werd onder andere gebruikt op tv-zenders in onder andere: Duitsland, Oostenrijk, Frankrijk en Zwitserland.
Ook heeft de NOS vroeger een proef gedaan met NexTView maar deze is nooit voortgezet. Vanwege de opkomst van de Digitale televisie die in opmars raakte, en waarbij gebruik van de EPG al standaard mogelijk was is NexTView een stille dood gestorven.
NexTView werd aangeboden op de volgende televisiemerken:
Grundig, Loewe, Metz, Philips, Sony, Thomson, en Quelle Universum.

## Referentie
- NexTView website